# August Menken

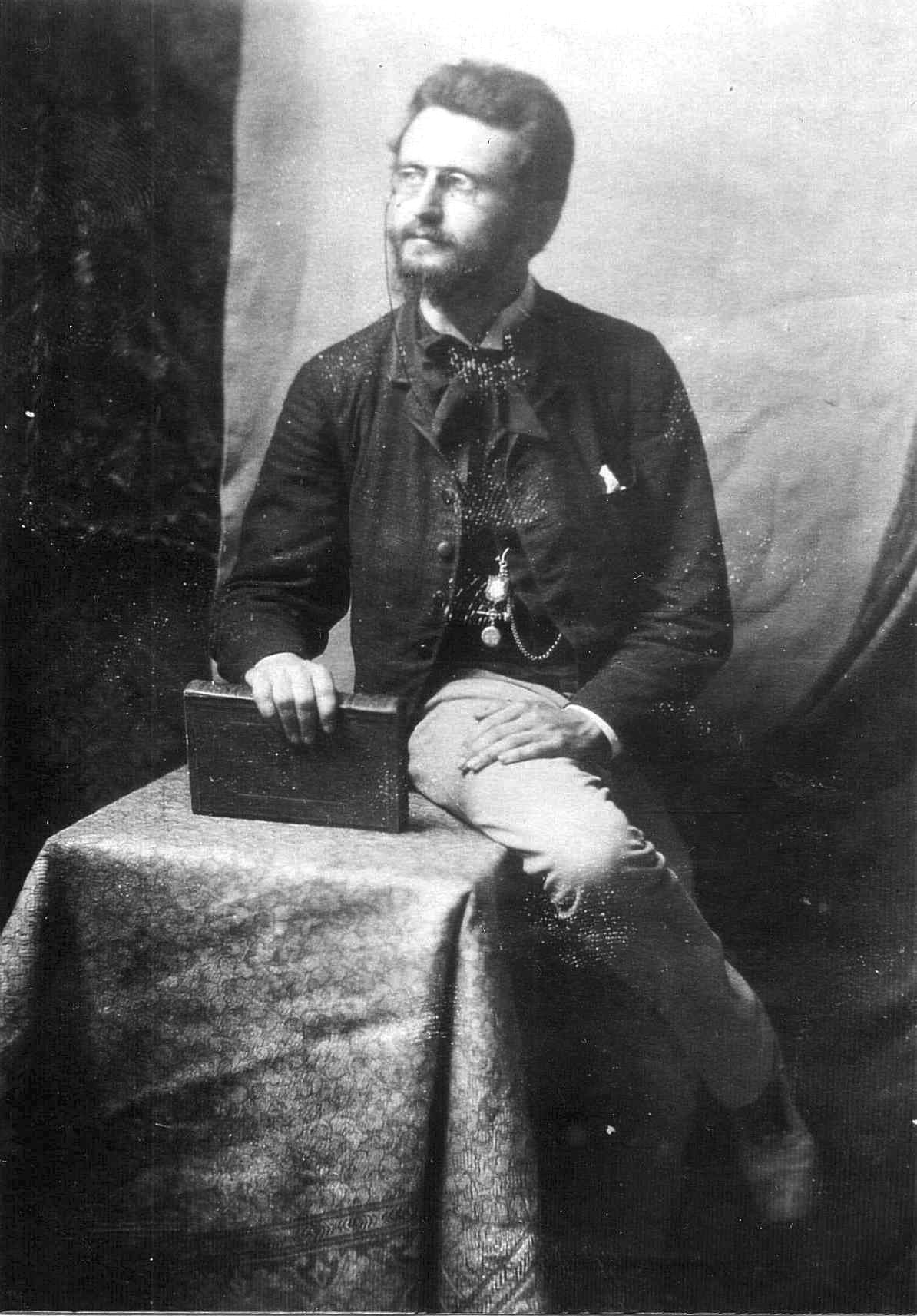
August Menken in Rom, Aufnahme zwischen Mai 1886 und Mai 1889

August Menken (* 23. Juni 1858 in Köln; † 18. September 1903 in Berlin; vollständiger Name: August Aloysius Johannes Menken) war ein deutscher Architekt des Historismus mit Arbeitsschwerpunkt im katholischen Sakralbau.

## Leben und Werk
Der gebürtige Kölner August Menken, Sohn des Rechtsanwalts und Zentrumpolitikers Clemens Menken, studierte ab 1877 Architektur an der Berliner Bauakademie, der späteren Technischen Hochschule (Berlin-)Charlottenburg, zunächst bei Johann Eduard Jacobsthal und Julius Carl Raschdorff; dann folgte von 1882 bis 1884 sein Referendariat als Bauführer bei Carl Schäfer und Hermann Eggert. Sein maßgebliches Vorbild als Kirchenarchitekt war sein Lehrer Carl Schäfer, im ausgehenden 19. Jahrhundert der wichtigste Vertreter der späten Neugotik in Deutschland.
Bereits während seiner Studienzeit zeigte sich Menken als außerordentlich aktiver, vielseitiger und fleißiger Student. Er wurde 1883 als neues Mitglied in den Architekten- und Ingenieur-Verein zu Berlin aufgenommen. Wie Entwurfszeichnungen im Architekturmuseum der Technischen Universität Berlin belegen, beteiligte er sich während seines Studiums erfolgreich an Wettbewerben. Im Jahr 1885 errang er den begehrten Schinkelpreis mit Entwürfen zu einer Textilwarenbörse. Er schloss das Studium 1886 mit dem 2. Staatsexamen ab und wurde anschließend zum Regierungsbaumeister (Assessor in der öffentlichen Bauverwaltung) ernannt.
Zahlreiche und entfernt liegende Ortswechsel kennzeichnen schon seine ersten Berufsjahre im Assessorat. Aus diesen ersten vier Jahren sind Entwürfe und Bauausführungen bekannt, jedoch ungesichert. So stehen wohl später entstandene Entwürfe von Kasernenanlagen mit dem Aufenthalt ab November 1886 in Königsberg in Ostpreußen im Zusammenhang. Von seinem zweijährigen Italienaufenthalt von Mai 1887 bis Mai 1889 sind zwei publizierte Architekturzeichnungen sowie zwei Landschaftsaquarelle (in Privatbesitz) überliefert. Während seines anschließenden halbjährigen Aufenthalts in seiner Heimatstadt Köln feierte er nicht nur seine Hochzeit, in den Quellen ist auch von einem Umbauprojekt die Rede.
Ab dem Jahr 1890, als er seinen Lebensmittelpunkt endgültig nach Berlin verlegte, lässt sich seine Berufstätigkeit gesichert verfolgen. Er leitete 1890–1891 den Bau der Erlöserkirche in Berlin-Rummelsburg, dann ab 1892 den Bau der Auferstehungskirche in Berlin-Friedrichshain. Dabei offenbarte sich bereits ein Drang zur Selbständigkeit, denn in Friedrichshain geht eine Umplanung des Haupteingangsturms vermutlich auf ihn zurück. Im Jahr 1892 schied August Menken aus dem Staatsdienst aus und gründete sein eigenes Architekturbüro („Atelier für Hochbau und Kunstgewerbe“) am Kurfürstendamm. Ab 1899 firmierte das Büro unter „Atelier für Hochbau und Bauausführung“. Die Namensänderung gibt einen Hinweis darauf, dass sich Menken anfänglich zum Ziel gesetzt hatte, seine Kirchenräume ganzheitlich zu planen und gestalten, d. h. bis hin zur Kirchenausstattung. Von dieser Zusatzaufgabe nahm er um die Jahrhundertwende Abstand und verlagerte seine berufliche Aktivität auf den Profanbau.
Gleich das erste Berliner Bauprojekt gehört zu seinen größten und heute bekanntesten Werken: der Bau der katholischen Garnisonkirche, der Johannes-Basilika (1894–1897), in Berlin-Neukölln. Zur damaligen Zeit stellten eine Raumgröße von rund 1500 Sitzplätzen und ein Bauaufwand von 780.000 Mark eine enorme Dimension dar. Zudem zeigt sich die große Wertschätzung schon zur Entstehungszeit daran, dass bei der Einweihung am 8. Mai 1897 das Kaiserpaar, Wilhelm II. und Auguste Viktoria, anwesend war. Für ihn kennzeichnend, wählte Menken die Formen des rheinisch-romanischen Übergangsstils und eine helle Tuffsteinverblendung, womit er sich von den damals in Berlin vorherrschenden Baustilen, wie der norddeutschen Backsteingotik nach der Schule des Architekten Conrad Wilhelm Hase, deutlich abgrenzte. Die nahe gelegene, zeitgleich entstandene evangelische Garnisonkirche des Architekten Ernst August Roßteuscher im Stil der Neugotik aus hellgrauem Sandstein dient als Gegenbeispiel.
Zu den herausragenden, ebenfalls in Werkstein geplanten Bauten gehört auch seine anschließend entstandene katholische Ludwigskirche (Ludwig-Windthorst-Gedächtniskirche) (1895–1897) in Berlin-Wilmersdorf. In ihren Proportionen ausgewogen, in ihren Gliederungselementen zurückhaltend und mit ihrem zentralisierenden Vierungsturm aufstrebend, erreichte Menken bei ihr eine zugleich grazile wie monumentale Wirkung. Ausgeführt wurde sie dann allerdings als Backsteinkirche. Auch die übrigen Kirchen in Berlin (St. Gertrud und St. Clara) wurden als Backsteinkirchen errichtet. Dies gilt ebenso für seine Kirchen auf heute polnischem Gebiet: Graudenz (1896–1898), Oborniki in der Provinz Posen (1899–1901), Ostrowo (1903), Danzig-Emaus-Schidlitz (1904–1906) und Ruda Śląska (1904–1905).
Seine in Mitteldeutschland entstandenen katholischen Sakralbauten sind aus massivem Werkstein errichtet: die Kirche St. Joseph (1894–1895) in Essen (zerstört), die Kirche St. Antonius (1898–1900) in Frankfurt am Main, die einschließlich ihrer Innenausstattung gut erhaltene Rosenkranzkirche (1898–1901) in Bad Neuenahr-Ahrweiler, die Apostelkirche (1899–1900) in Dortmund und die Herz-Jesu-Kirche (1903–1905) in Dresden-Johannstadt. Einzig die Kirche in Kamen (1901–1902) und seine beiden Klöster in Köln-Lindenthal (1898–1899) (zerstört) und Koblenz-Pfaffendorf (1903–1904) entstanden als Putzbauten. Die Neugotik und die Neuromanik waren dabei die maßgebenden Baustile. Sie lehnten sich zumeist an den strengen, schlichten Stil der Gotik des frühen 13. Jahrhunderts an sowie an den „Übergangsstil“ mit einem neuromanisch-neugotischen Formenkanon (Neuenahr, Ruda). Charakteristisch für seine späten, um und nach der Jahrhundertwende entstandenen Kirchenbauten ist, dass sie in ihren Gliederungselementen stark reduziert und puristisch angelegt sind. Ihre Baukörper wirken wuchtig, monumental und ausdrucksstark.
Funktionsentsprechend und die Regionalstile aufgreifend entwarf Menken seine Profanbauten entweder im Stil der norddeutschen, märkischen Backsteingotik, der Neurenaissance oder im Neubarock. Insbesondere bei Menkens Profanbauten ist auffällig, dass vereinzelt Dekorationselemente oder Fensterstege unter dem Einfluss des Jugendstils ins Schwingen geraten. Ein Beispiel hierfür sind seine Neurenaissancebauten, wie das katholische Vereinshaus „Treviris“ (1897–1900) in Trier, die Offiziersspeiseanstalt (1901–1902) in Fulda oder die Offiziersvilla (1903–1905) in Berlin-Mitte (alle zerstört). Eigenwillige Formveränderungen schlichen sich auch bei seinen  Gebäudekomplexen der Backsteingotik ein, wie bei der Artillerie-Kaserne (1899–1901) in Fulda (teilweise erhalten) oder dem Erweiterungsbau des katholischen Krankenhauses St. Johann Nepomuk (1902–1903) in Erfurt (Menkens Bauabschnitt kaum erhalten).

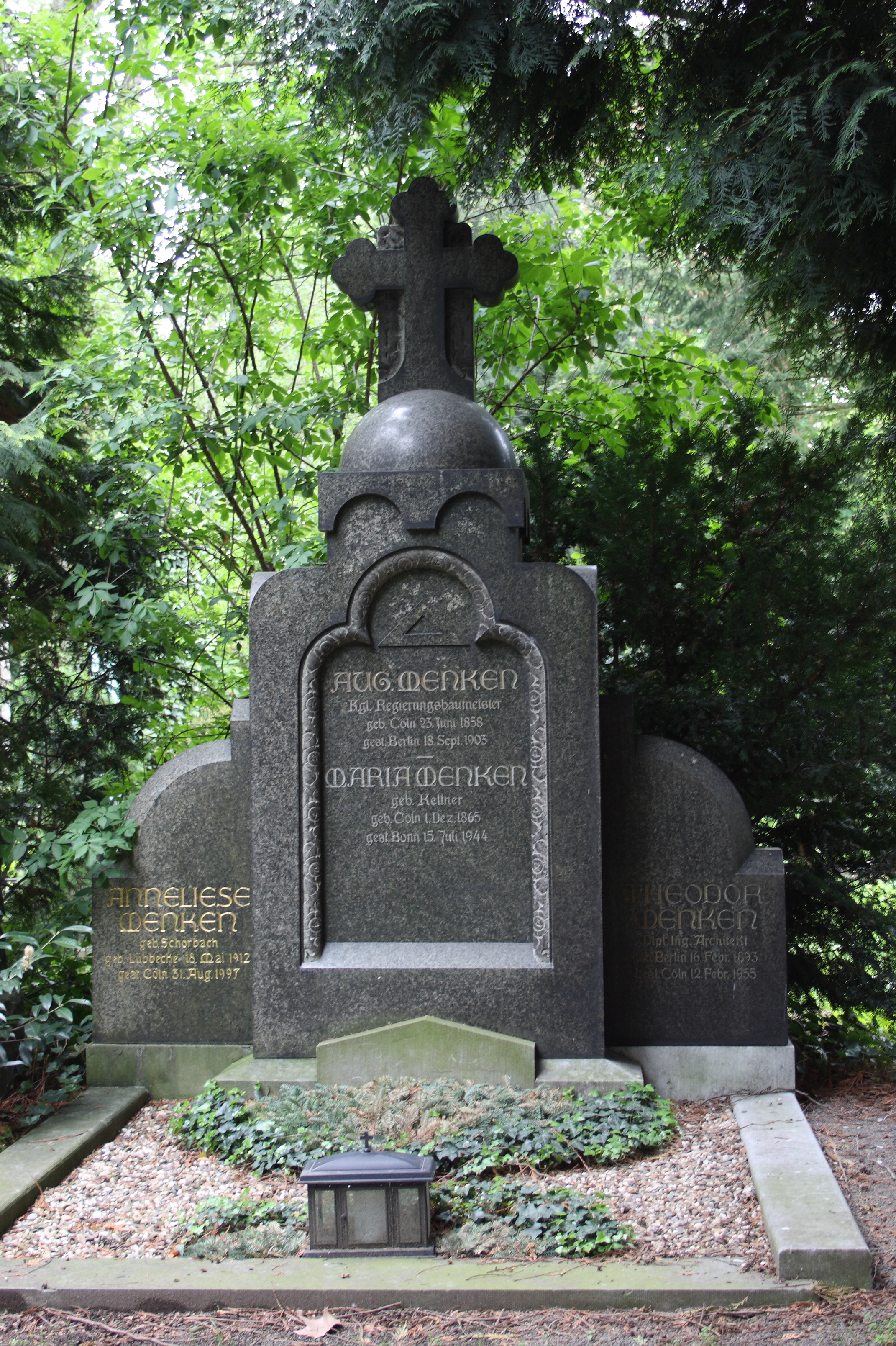
Grabmal für August Menken auf dem Kölner Melaten-Friedhof

Am 18. September 1903 starb August Menken im Alter von 45 Jahren nach einem operativen Eingriff infolge einer Lungenentzündung im St. Hedwig-Krankenhaus in Berlin.
Zu Menkens engsten Mitarbeitern gehörten die Architekten M. Schlenzig und George Hartmann mit Ernst Rensch, die nach seinem Tod das Atelier übernahmen.

## Bedeutung
August Menken gehörte zu den Architekten, die eine bedeutende Vermittlerrolle in der Übergangszeit zwischen Tradition und Moderne übernahmen. Einerseits stilistisch verankert in der historistischen Bautradition, die er bestrebt war fortzuführen, adaptierte er um und nach der Jahrhundertwende moderne Stileinflüsse: Monumentalität in den großen Bauformen mit Jugendstilanklängen in den Details.
Herausragendes leistete Menken als Kirchenarchitekt. Seine Produktivität war enorm: Zwischen 1892 und 1903 schuf er 16 Stadtkirchen, davon 14 katholische, sowie 38 Entwurfs- und Profanbauprojekte. Von den vier gleichaltrigen Kirchenarchitekten, die mit Menken in Berlin tätig waren und stilverwandt bauten, war August Menken derjenige, der in nur elf Schaffensjahren die meisten katholischen Großkirchen schuf. Der Arbeitsbereich von Max Hasak (1856–1934) konzentrierte sich auf den Bau von Bank- und Wohngebäuden, erst später kamen Kirchenbauten hinzu. Von Carl Doflein (1856–1943), Fritz Gottlob (1859–1920) und Engelbert Seibertz (1856–1929) sind nur wenige Sakralbauten bekannt. Sie bauten im Stil der märkischen Backsteingotik.
Menken gehörte in Berlin neben dem elf Jahre älteren Christoph Hehl (1847–1911) und Max Hasak zu den Architekten, die in protestantisch dominierten Regionen katholische Kirchen bauten.
Er war Künstler des Historismus insofern, als er sich der Materialgerechtheit und Ganzheitlichkeit verpflichtet fühlte. Die Kirchenausstattung wurde von ihm mitgeplant und bei den Baumaterialien wurde auf Qualität geachtet. Er war aber auch ein der Moderne aufgeschlossener Künstler, indem er damals neue Materialien verwendete, wie Stahlbeton-Fundamente oder Eisen-Glas-Konstruktionen im Profanbau (Krankenhäuser, Badehaus).

## Bauten und Entwürfe (Auswahl)

### Kirchen- und Klosterbauten

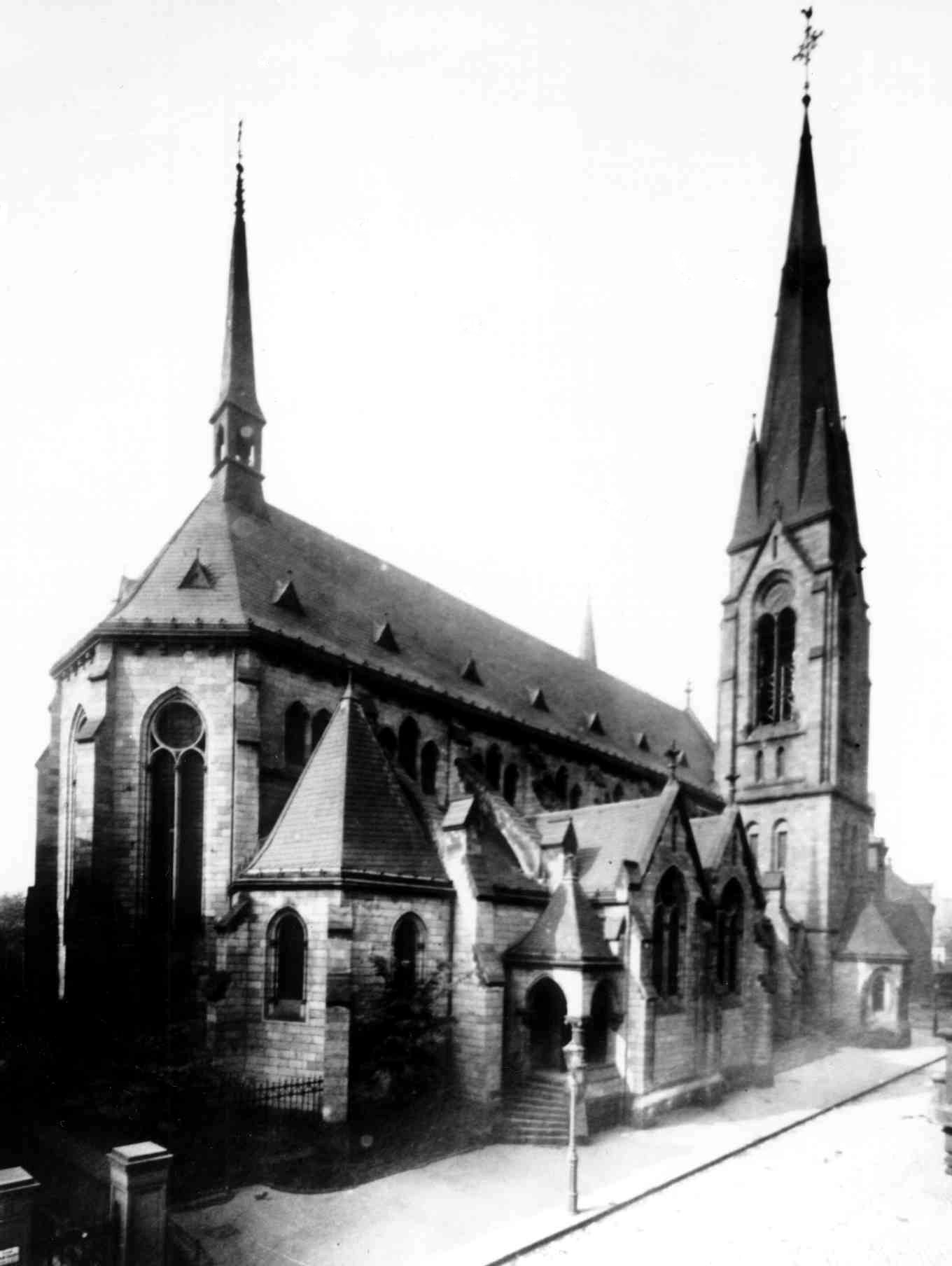
Kirche St. Joseph, Essen (zerstört)

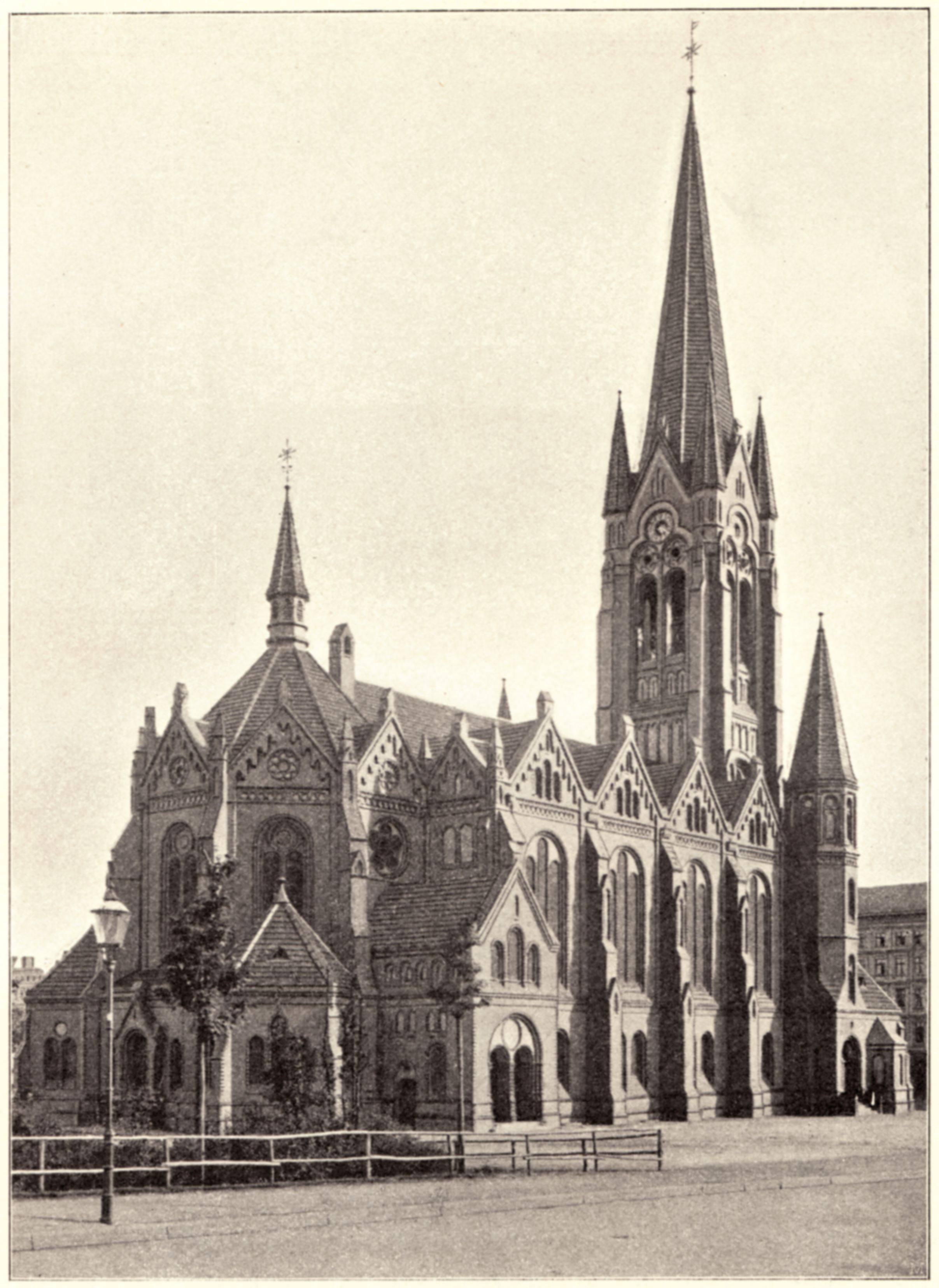
Auferstehungskirche, Berlin-Friedrichshain (um 1896)

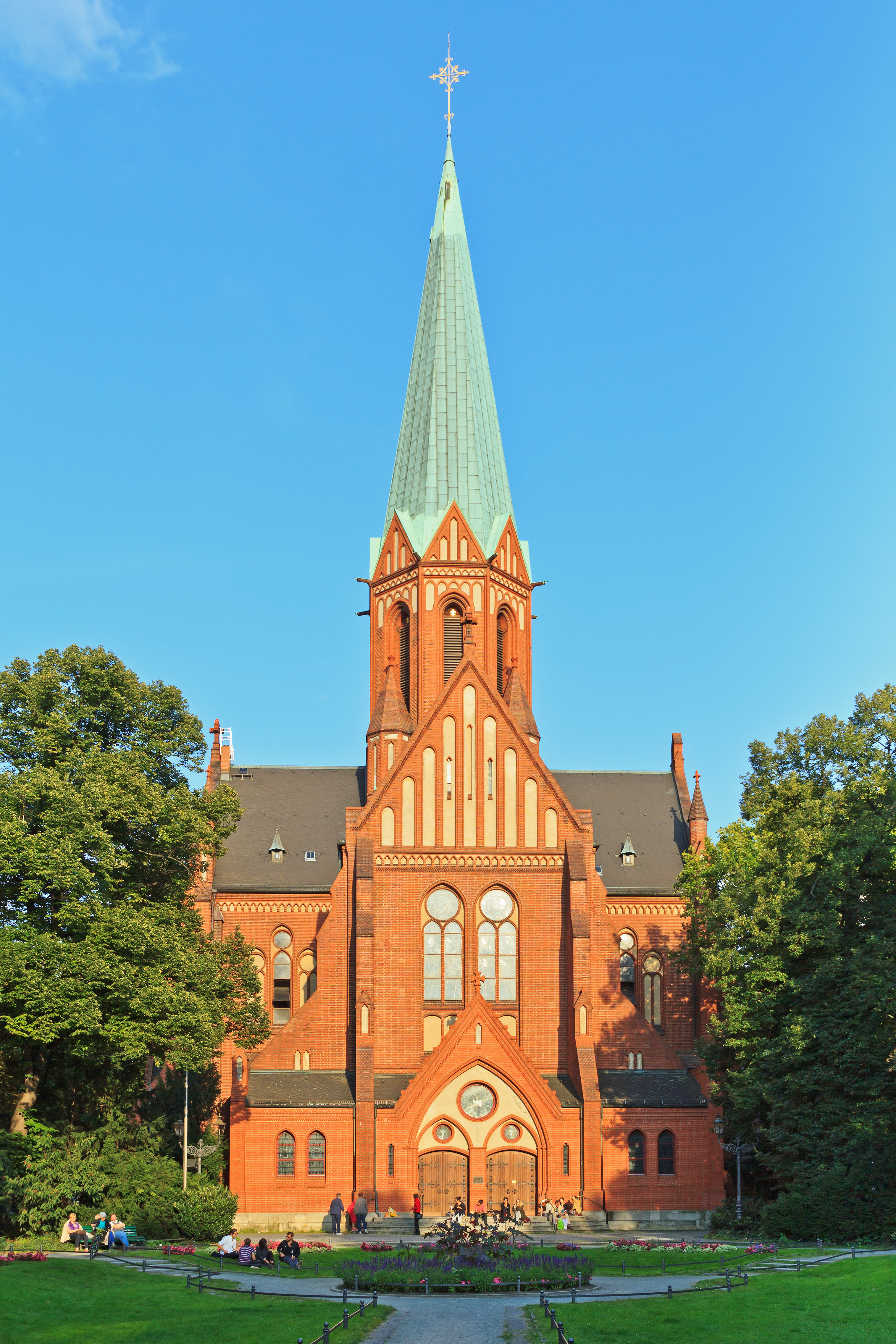
Kirche St. Ludwig, Berlin-Wilmersdorf

- 1882: Münchenlohra, als Bauführer unter Carl Schäfer Restaurierung der Zisterzienserkirche St. Gangolf (erhalten)
- 1894–1895 (Planung 1889): Essen-Mitte, kath. Kirche St. Joseph (zerstört)
- 1890/1891: Berlin-Rummelsburg / -Lichtenberg, Bauführung, evang. Erlöserkirche (erhalten)
- 1892–1895: Berlin-Friedrichshain, Bauleitung, evang. Auferstehungskirche (Außenmauern erhalten)
- 1894–1896/1897 (Planung 1892): Berlin-Kreuzberg, kath. Garnisonkirche St. Johannes (erhalten)
- 1893: Berlin-Schöneberg, Wettbewerbsentwurf für die kath. Kirche St. Matthias
- 1895–1897 (Planung 1893): Berlin-Wilmersdorf, kath. Kirche St. Ludwig (erhalten)
- 1895/1896 (Planung 1894): Berlin-Prenzlauer Berg, kath. Gertrud-Kapelle des Katharinenstifts (erhalten)
- 1895–1897: Berlin-Neukölln, kath. Kirche St. Clara (erhalten)
- 1898–1900 (Planung 1896): Frankfurt am Main, kath. Kirche St. Antonius (erhalten)
- 1896–1903 (Planung 1896–1903): Ostrowo, Entwurf einer kath. Kirche (erhalten)
- 1896–1898: Graudenz, evang. Pfarrkirche, heute kath. Marienkirche (erhalten)
- 1898–1901 (Planung 1897): Bad Neuenahr, kath. Rosenkranzkirche (erhalten)
- 1899–1900 (Planung 1897): Dortmund, kath. Apostelkirche (erhalten)
- 1897/1898 und 1900: Köln, Wettbewerbsentwurf für die kath. Kirche St. Paulus
- 1904–1906 (Planung 1897): Danzig-Emaus-Schidlitz, kath. Kirche St. Franziskus (erhalten)
- 1898–1899: Köln-Lindenthal, Karmelitinnenkloster (zerstört)
- 1899–1901 (Planung 1898): Oborniki, evang. Josephskirche (erhalten)
- 1899–1902 (Planung 1898): Kamen, kath. Kirche Zur Heiligen Familie (erhalten)
- 1911–1913 (Planung 1901): Danzig-Langfuhr, Entwurf für die kath. Herz-Jesu-Kirche (erhalten)
- 1904–1905 (Planung um 1902): Ruda, kath. Kirche St. Joseph (erhalten)
- 1903–1904 (Planung 1902): Koblenz-Pfaffendorf, Kapuzinerinnenkloster der Ewigen Anbetung, das Kloster Bethlehem (erhalten)
- 1903: Trier, Wettbewerbsentwurf für die kath. Kirche St. Paulus
- 1903–1905: Dresden-Striesen-Johannstadt, kath. Herz-Jesu-Kirche (erhalten)

### Profanbauten

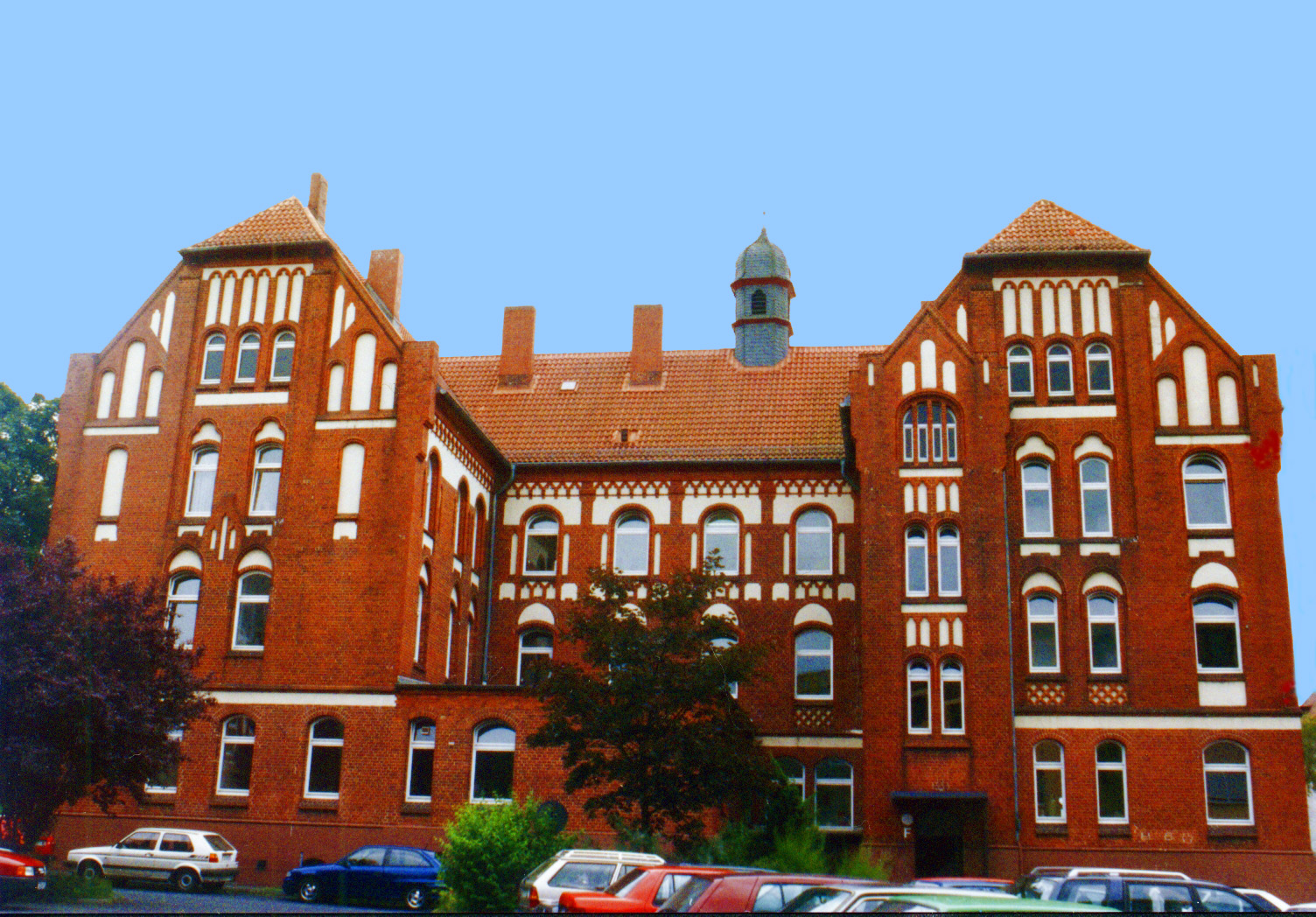
Ehemaliges Stabsgebäude der Kaserne in Fulda, 1899–1901 (heute: Marquardstraße 31–33)

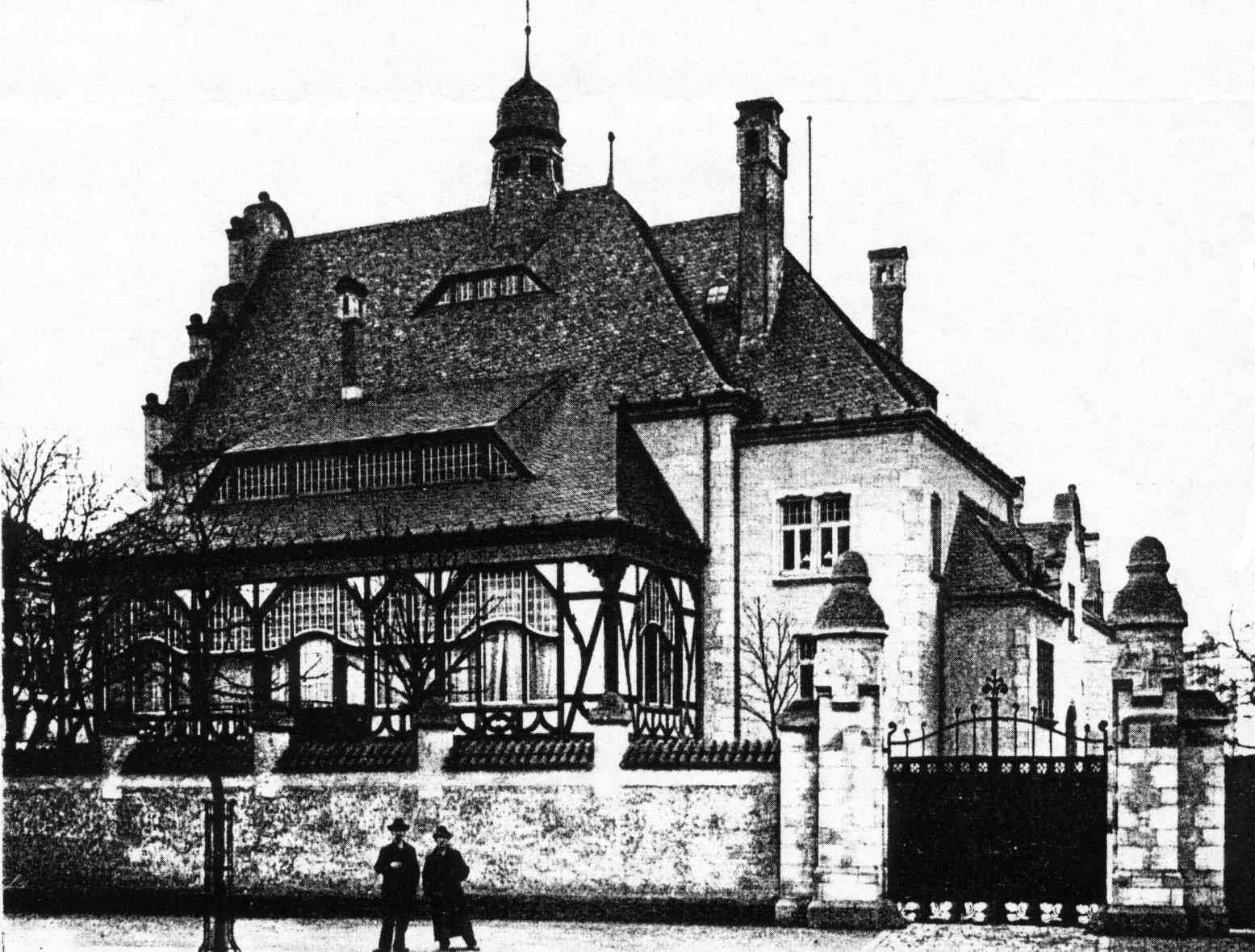
Offiziersvilla Ecke Chausseestraße und Kesselstraße in Berlin-Mitte, 1903–1905 (zerstört)

- 1883: als Bauführer unter Hermann Eggert Mitwirkung am Bau des Hauptbahnhofs in Frankfurt am Main und am Kaiserpalast in Straßburg (beides erhalten)
- 1884/1885: Berlin, Schinkelwettbewerb, Entwurf Textilwaren-Börsengebäude
- 1893: Elberfeld, Wettbewerbsentwurf für das Rathaus
- 1894/1895: Stuttgart, Wettbewerbsentwurf für das Rathaus
- 1895: Berlin-Prenzlauer Berg, Erweiterungsbau des Katharinenstifts (Wohnhaus; erhalten)
- 1897–1900: Trier, kath. Vereinshaus Treviris (zerstört)
- um 1897: Verwaltungsgebäude
- 1897: Ayl bei Trier, Um- und Erweiterungsbau des Schlösschens Damian Goertz (erhalten)
- 1899–1900 (Planung 1898): Berlin-Mitte, Erweiterungsbau des kath. St.-Hedwigs-Krankenhauses (erhalten)
- 1898–1900: Danzig, Erweiterungsbau des kath. St.-Marien-Krankenhauses
- 1899–1901: Fulda, Artillerie-Kaserne (teilweise erhalten)
- 1901–1902 (Planung 1899): Fulda, Offiziersspeiseanstalt (Offizierskasino) am Viehmarkt (zerstört)
- 1899/1903: Ostrowo, Bau eines Pfarrhauses (erhalten)
- 1899: Berlin-Prenzlauer Berg, Haus Savigny (zerstört)
- 1899–1902: Berlin-Prenzlauer-Berg, Waisenhaus (erhalten)
- 1902/03: Erfurt, Erweiterungsbau des kath. St.-Nepomuk-Krankenhauses (nur teilweise erhalten)
- um 1902/03: Bad Salzschlirf, Entwurf für das Badehaus
- 1903–1905: Goslar, Wasch- und Desinfektionsgebäude (erhalten)
- 1905–1909 (Planung 1903): Halberstadt, Infanterie-Kaserne (größtenteils zerstört)
- 1903–1905: Berlin-Mitte, Offiziersspeiseanstalt (Offizierskasino) des Gardefüsilier-Regiments (zerstört)
- 1903: Berlin, Wettbewerbsentwurf für die Kaiser-Wilhelm-Akademie für Militärärzte
- 1903: Köln, Wettbewerbsentwurf für die Handelsschule

### Kleinprojekte und Ungesichertes
- 1886–1889: Rom, Bauprojekte
- 1889: Köln-Deutz, Umbau der Gasfabrik Otto Kellner (zerstört)
- 1892: Berlin-Hohenschönhausen, Friedhofsmauer und Totengräberhaus (erhalten)
- 1895–1896: Berlin-Hermsdorf, Höhere Knabenschule (Autorschaft unsicher; zerstört)
- 1899: Ayl bei Trier, Deckengemälde-Entwurf für die Bartholomäuskirche (erhalten)
- 1899/1900: Danzig, Deckengemälde-Entwurf zur Kapelle des Marienkrankenhauses
- um 1896–1898: Graudenz, „Deutsches Haus“
- um 1900: Pillau, Glatz, Wreschen, Schrimm, Braunschweig, Entwürfe zu Kasernen
- um 1900: Oels, Kaserne
- um 1900: Gelsenkirchen und (Unna-)Königsborn, Akquiseversuche für den Bau von Familienwohnungen
- um 1900: Bochum, Akquiseversuche für den Bau von Arbeiterwohnhaussiedlung
- 1901–1902: Hünfeld, Kommunikantenheim
- 1903: Bad Neuenahr, Andachtsraum eines Heiligenhäuschens (erhalten)
- Juli 1903: Koblenz-Pfaffendorf, Umbau der Villa Emmaus
- 1903: Koblenz-Ehrenbreitstein, Umbau des Wohnhauses Reinhard
- 1904–1906 (Planung 1903): Köln-Braunsfeld, Dreifaltigkeits-Krankenhaus (Autorschaft ungesichert; erhalten)

## Entwurfszeichnungen (Galerie)

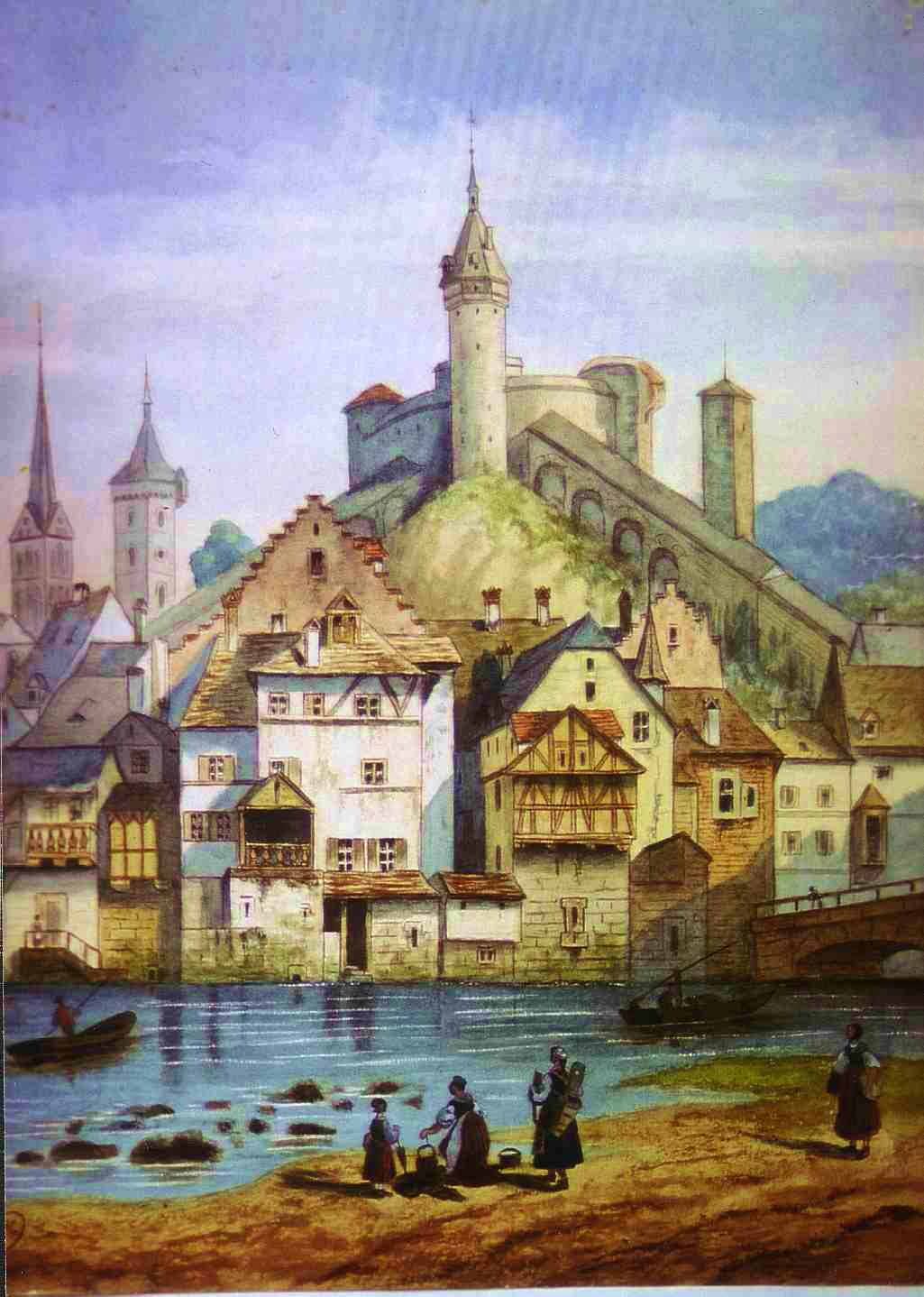
Aquarell gemalt von August Menken während seiner Gymnasialzeit, 1875
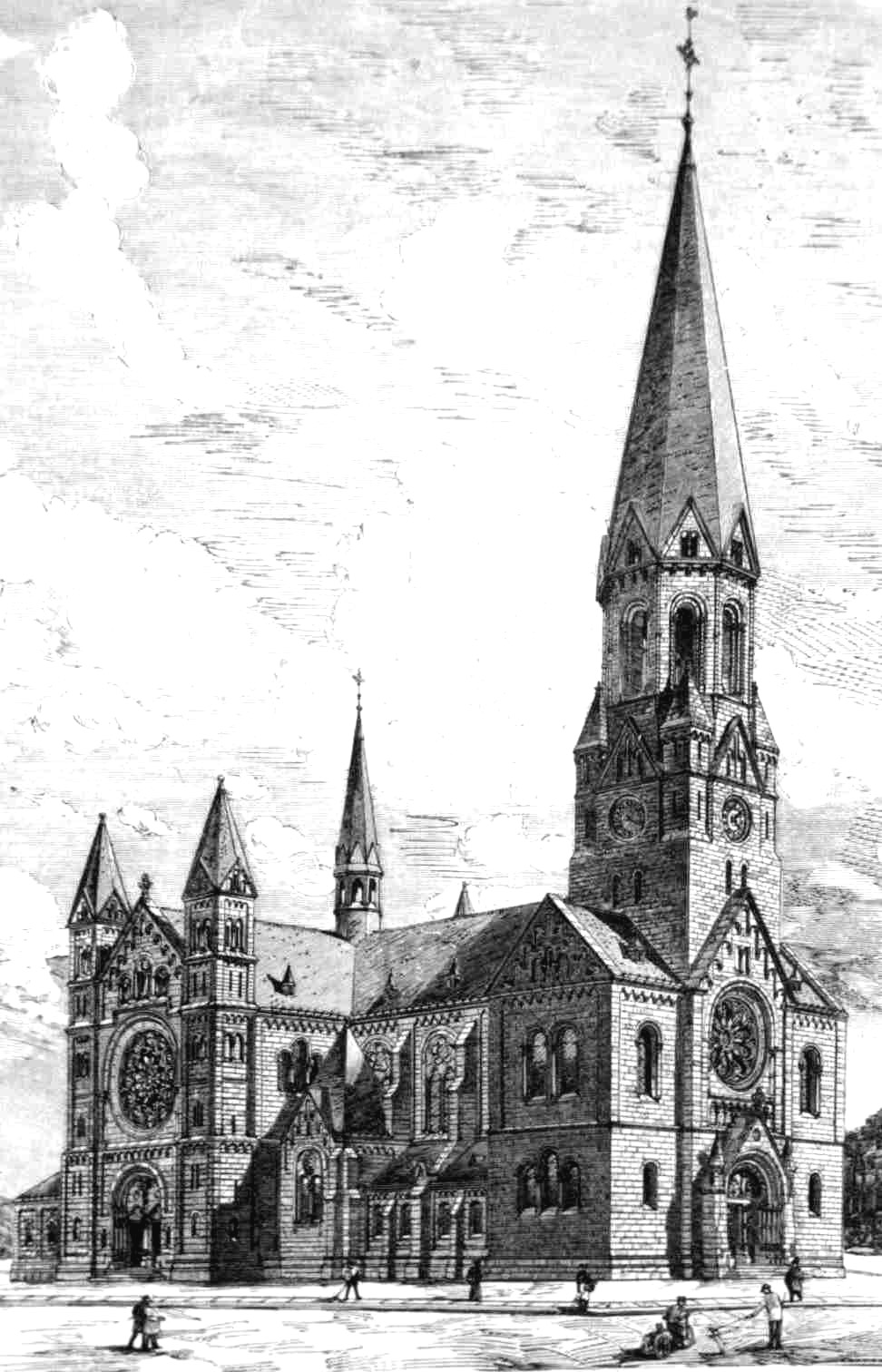
Wettbewerbsentwurf für die Johannes-Basilika, 1892
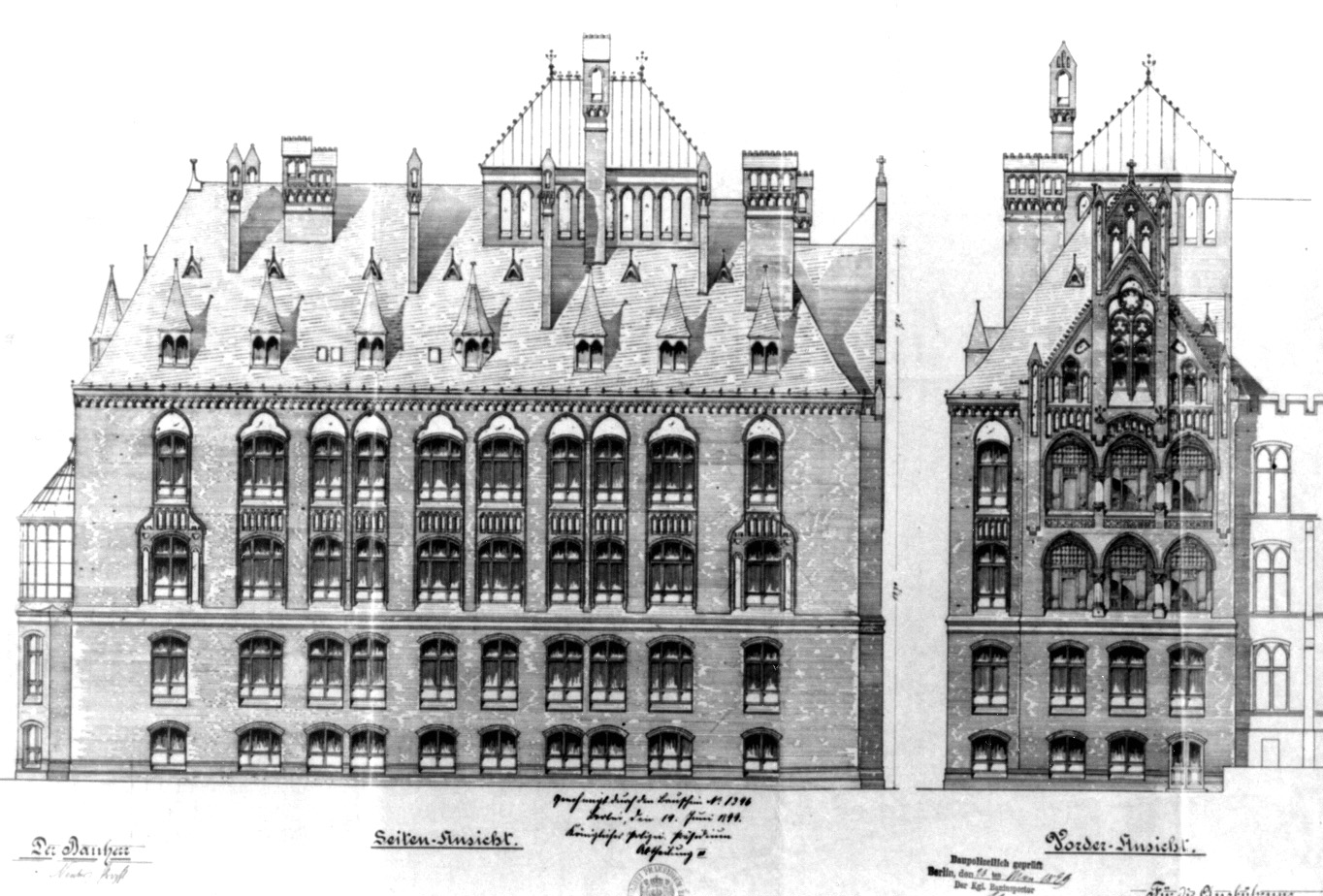
Entwurf für den Erweiterungsbau des St.-Hedwigs-Krankenhauses in Berlin, publiziert 1898